# Jesús del Muro
José de Jesús del Muro López (né le 30 novembre 1937 à Guadalajara au Mexique et mort le 4 octobre 2022) est un joueur de football international mexicain, qui évoluait au poste de défenseur, avant de devenir entraîneur.

## Biographie

### Carrière de joueur

#### Carrière en sélection
Avec l'équipe du Mexique, il joue 40 matchs (pour aucun but inscrit) entre 1958 et 1968.
Il figure dans le groupe des sélectionnés lors des coupes du monde de 1958, de 1962 et de 1966. Lors du mondial 1958, il joue trois matchs : contre la Suède, le Pays de Galles et la Hongrie. Lors du mondial 1962, il joue à nouveau trois matchs : contre le Brésil, l'Espagne et la Tchécoslovaquie. Enfin lors du mondial 1966, il ne joue qu'une seule rencontre, face au pays organisateur, l'Angleterre.

### Carrière d'entraineur
Il entraîne à plusieurs reprises les sélections de jeunes mexicaines.
Il meurt le 4 octobre 2022 à l'âge de 84 ans.

## Palmarès
| Cruz Azul \| - Championnat du Mexique (2) : - Vainqueur : 1968-69 et 1971-72. - Coupe du Mexique (1) : - Vainqueur : 1968-69. \| \| - Supercoupe du Mexique (1) : - Vainqueur : 1969. - Ligue des champions (2) : - Vainqueur : 1969 et 1971. \| |  | Atlas - Coupe du Mexique (1) : - Vainqueur : 1961-62. - Supercoupe du Mexique (1) : - Vainqueur : 1962.   |
| - Championnat du Mexique (2) : - Vainqueur : 1968-69 et 1971-72. - Coupe du Mexique (1) : - Vainqueur : 1968-69. |  | - Supercoupe du Mexique (1) : - Vainqueur : 1969. - Ligue des champions (2) : - Vainqueur : 1969 et 1971. |